# Apistogrammoides
Apistogrammoides is een monotypisch geslacht van straalvinnige vissen uit de familie van de cichliden (Cichlidae).

## Soort
- Apistogrammoides pucallpaensis Meinken, 1965